# Gare de Concarneau
Gare de Concarneau vasútállomás Franciaországban, Concarneau településen.

## Vasútvonalak
Az állomást az alábbi vasútvonalak érintik:
- Rosporden-Concarneau-vasútvonal

## Kapcsolódó állomások
A vasútállomáshoz az alábbi állomások vannak a legközelebb: